# Aime ton père
Aime ton père è un film del 2002 di produzione internazionale diretto da Jacob Berger.